# Hormoaning
Hormoaning är en EP med Nirvana, släppt i Japan och Australien under december 1991-januari 1992.

## Låtlista
Alla låtar är skrivna och komponerade av Kurt Cobain, Krist Novoselic och Dave Grohl, om inte annat anges. 
| Nr | Titel             | Kompositör                       | Längd |
| -- | ----------------- | -------------------------------- | ----- |
| 1. | Turnaround        | Mark Mothersbaugh, Gerald Casale | 2:21  |
| 2. | Aneurysm          |                                  | 4:49  |
| 3. | D-7               | Greg Sage                        | 3:47  |
| 4. | Son of a Gun      | Eugene Kelly, Frances McKee      | 2:50  |
| 5. | Even in His Youth |                                  | 3:07  |
| 6. | Molly's Lips      | Kelly, McKee                     | 1:53  |